# Kmpfsprt
Kmpfsprt (stilisiert als KMPFSPRT, Disemvoweling von Kampfsport) ist eine deutsche Punkband aus Köln, die beim Label People Like You Records unter Vertrag steht.

## Geschichte
Kmpfsprt wurde 2010 unter dem Namen Lyon Estates gegründet. Da der Name aber schon vergeben war, entschied man sich für den Namen Kampfsport. Da dies zu martialisch klang, änderte die Band den Namen, indem sie die Vokale weg ließ, wie es heute in der Hipster-Sprache üblich ist. Die einzelnen Mitglieder waren vorher bei Fire in the Attic und Days in Grief und sattelten nun auf deutsche Texte um. Über Redfield Records erschien 2012 die EP Das ist doch kein Name für ’ne Band, die sechs Lieder umfasste und sowohl auf Schallplatte als auch als Digipak erschien.
Nach der EP folgte 2012 eine lange, ausgedehnte Tour. Unter anderem spielte die Band zusammen mit den Kassierern auf der Ringrocker Warm Up Party. 2014 wurde das Debütalbum Jugend mutiert über Uncle M veröffentlicht. Anschließend tourte die Band mit der US-amerikanischen Punkband A Wilhelm Scream.
Anfang 2015 gab die Band den Ausstieg des Schlagzeugers Max Schreiber aus beruflichen und familiären Gründen bekannt. 2016 erschien auf People Like You Records mit Intervention das zweite Album der Band, das Platz 76 der deutschen Albencharts erreichte. Ab Mai 2017 besetzt Daniel Plotzki, der bereits bei Fire in the Attic gespielt hat, die Position am Schlagzeug. Im November 2019 gab die Band bekannt, dass Daniel Plotzki die Band verlässt.

## Stil
Kmpfsprt spielt harten Punkrock mit deutschen Texten. Diese behandeln vor allem szenerelevante Themen. Mit dem Stück Musikdienstverweigerer positioniert sich die Band gegen den heutigen Deutschrock und insbesondere nationalistische Themen, wie beispielsweise bei der Band Frei.Wild. Viele Texte behandeln das Älterwerden in der Punkszene. Verglichen wird die Band gerne mit Turbostaat, was die Mitglieder selber aber nicht ganz nachvollziehen können, da sie sich eher im Post-Punk verorten und als Einflüsse Title Fight und I Am the Avalanche angeben.

## Diskografie
Alben

| Jahr | Titel Musiklabel                     | Höchstplatzierung, Gesamtwochen, AuszeichnungChartsChartplatzierungen (Jahr, Titel, Musiklabel, Platzierungen, Wochen, Auszeichnungen, Anmerkungen) | Anmerkungen                           |
| Jahr | Titel Musiklabel                     | DE | Anmerkungen                           |
| ---- | ------------------------------------ | --- | ------------------------------------- |
| 2014 | Jugend mutiert Uncle M               | — | Erstveröffentlichung: 31. Januar 2014 |
| 2016 | Intervention People Like You Records | DE76 (1 Wo.)DE | Erstveröffentlichung: 29. April 2016  |
| 2018 | Gaijin People Like You Records       | DE86 (1 Wo.)DE | Erstveröffentlichung: 30. März 2018   |
| 2022 | Euphorie und Panik Uncle M           | DE40 (1 Wo.)DE | Erstveröffentlichung: 18. März 2022   |
| 2024 | Aus gegebenem Anlass Rookie Records  | — | Erstveröffentlichung: 5. April 2024   |

Sonstige
- 2012: Das ist doch kein Name für ’ne Band (MCD/12", Redfield Records)
- 2015: Boysetsfire/Kmpfsprt Split (10", Uncle M)
- 2020: Kmpfsprt (7", Uncle M)